# Coccothrinax readii
Coccothrinax readii (palmera plateada mexicana) es una especie de palmera endémica del sudeste de  México.
Henderson et al. (1995) consideran C. readii como sinonimia de Coccothrinax argentata.

## Descripción
Coccothrinax readii es una pequeña y solitaria palmera que alcanza los 1 - 4 m de altura, con un tronco muy delgado de color marrón o grisáceo de 5 cm de diámetro. Lleva una corona pequeña y abierta de 9-16 hojas palmeadas. La lámina de la hoja tiene 40-110 cm de diámetro, es de color verde oscuro por encima y plateado en la superficie abaxial, con 39-54 segmentos connados. Las inflorescencias son interfoliares, de 40-84 cm de largo. Las flores son fragantes, de color blanco cremoso. El fruto subgloboso, de color púrpura y negro en la madurez; las semillas de color marrón, subglobosas, cerebriformes, de 3.5-10 mm de diámetro.

## Distribución
La especie es endémica de la Península de Yucatán, desde la región sur del estado de Quintana Roo a cerca de Sisal, en la costa noroeste del estado de Yucatán. 

## Taxonomía
Coccothrinax readii fue descrita por H.J.Quero y publicado en  Principes 24: 118, en el año 1980.
Etimología
Coccothrinax: nombre genérico que deriva probablemente de coco = "una baya", y la palma Thrinax nombre genérico.
readii es un epíteto nombrado en honor de Robert William Read del Instituto Smithsoniano, del Museo Nacional de Historia Natural de la Institución Smithsoniana